# Dihtjari
Dihtjari (ukrainisch Дігтярі; russisch Дегтяри Degtjari) ist eine Siedlung städtischen Typs im Südosten der ukrainischen Oblast Tschernihiw mit etwa 1200 Einwohnern (2015).

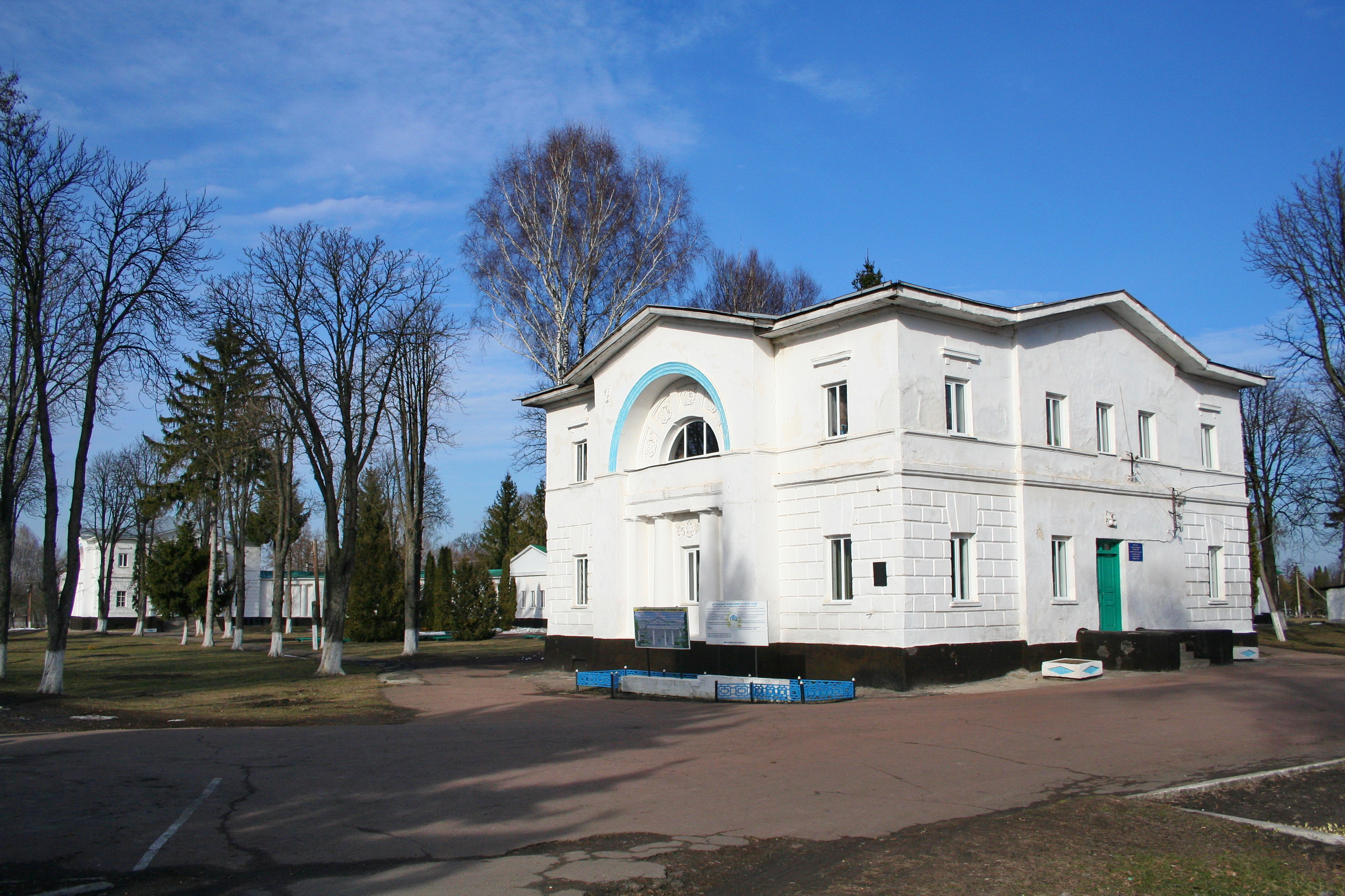
Gebäude im Ort

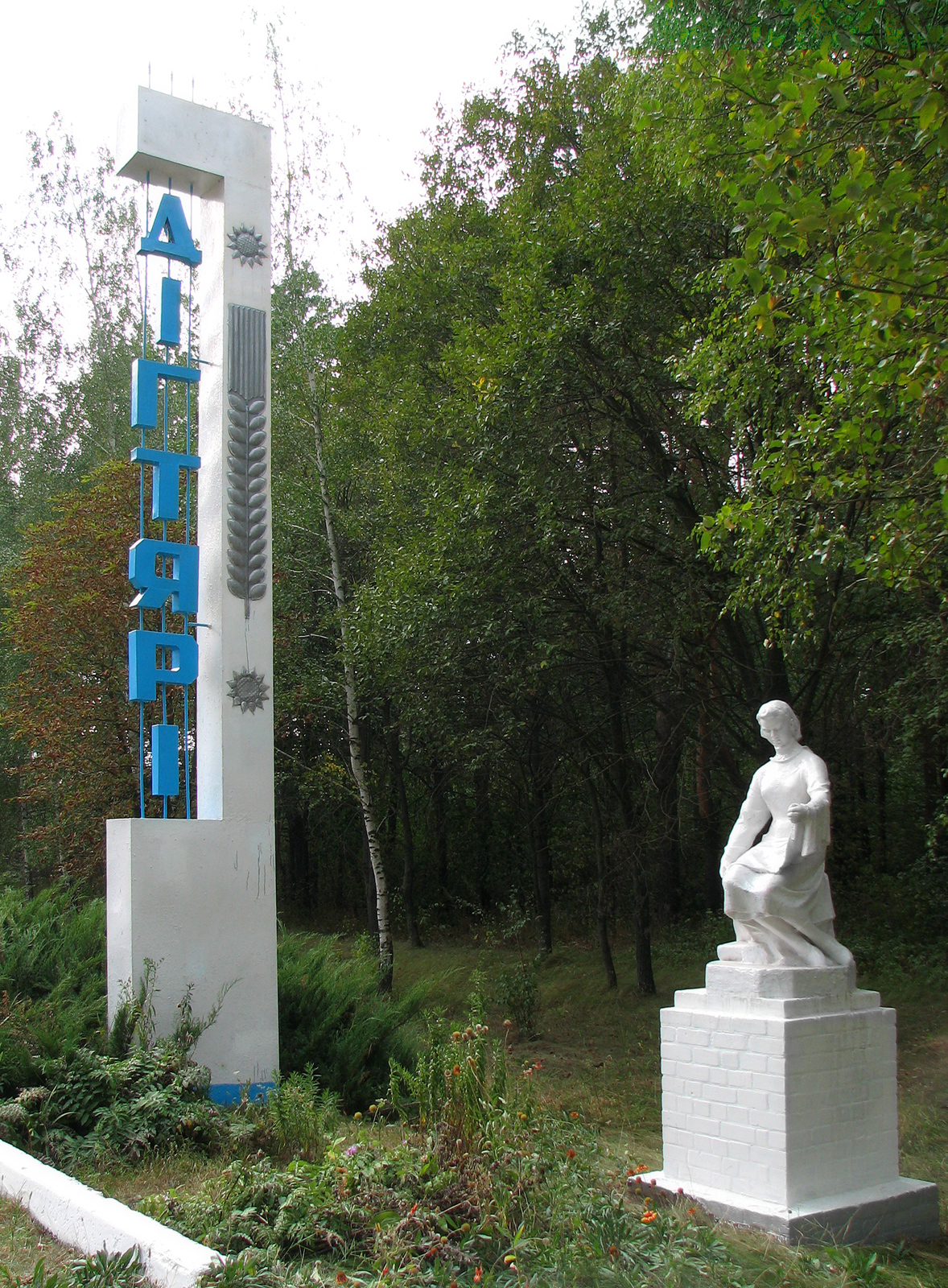
Ortseingang

Die 1666 gegründete Siedlung besitzt seit 1960 den Status einer Siedlung städtischen Typs liegt an der Mündung des 61 km langen Lyssohir (Лисогір) in den Udaj und an der  Territorialstraße T–25–30 18 km südwestlich vom ehemaligen Rajonzentrum Sribne und etwa 200 km südöstlich vom Oblastzentrum Tschernihiw.
Am 4. Mai 2017 wurde die Siedlung ein Teil der neugegründeten Siedlungsgemeinde Sribne, bis dahin bildete sie zusammen mit den Dörfern Hnatiwka (Гнатівка) und Iwankiwzi (Іванківці) die gleichnamige Siedlungsratsgemeinde Dihtjari (Дігтярівська селищна рада/Dihtjariwska selyschtschna rada) im Südwesten des Rajons Sribne.
Am 17. Juli 2020 kam es im Zuge einer großen Rajonsreform zum Anschluss des Rajonsgebietes an den Rajon Pryluky.